# Herminia cribruamlis
Herminia cribruamlis är en fjärilsart som beskrevs av Jacob Hübner 1793. Herminia cribruamlis ingår i släktet Herminia och familjen nattflyn. Inga underarter finns listade i Catalogue of Life.